# Outremécourt
 Outremécourt  es una población y comuna francesa, en la región de Champaña-Ardenas, departamento de Alto Marne, en el distrito de Chaumont y cantón de Bourmont.

## Historia
Villa del Ducado de Lorena, fue destruida por las tropas francesas en tres ocasiones 1634, 1642 y 1645 debido a su cercanía con la fortaleza lorenesa de La Mothe.

## Demografía
| 138 | 131 | 124 | 124 | 113 | 102 |
| Para los censos de 1962 a 1999 la población legal corresponde a la población sin duplicidades (Fuente: INSEE [Consultar]) |     |     |     |     |     |